# Amílcar Cabral (documentário)
Amílcar Cabral (1984) é um documentário, coprodução de Cabo Verde e Portugal, realizado por Ana Ramos Lisboa.

## Sinopse
Amílcar Cabral nasceu na Guiné-Bissau em 1924 e foi assassinado em Conacri em 1973 . Foi o líder do Movimento de Libertação da Guiné e Cabo Verde e fundou o PAIGC.

## Festivais
- 7º FACT - Festival de Cine Africano, Espanha (2010)
- Africa Vive, Espanha (2010)
- AFRICA50 (2010)
- The Best of the African Diaspora Film Festival[ligação inativa] (2010)
- 8th Annual Chicago African Diaspora Film Festival (2010)